# انیسه شرتونی
انیسه شرتونی (۲۷ آوریل ۱۸۸۳ – ۱۸ اوت ۱۹۰۶) نویسنده، ادیب و روزنامه‌نگار لبنانی و دختر سعید شرتونی بود. زاده و دانش‌آموختهٔ بیروت در مدرسهٔ راهبات ناصریات بود، سپس در عین طوریه درس خواند. پس از این‌ها، در مدرسهٔ التقدم بیروت ادامه داد. نفحات الوردتین اثر اوست.